# Nedra Oppsveten
Nedra Oppsveten este o arie protejată (arie specială de conservare — SAC, sit de importanță comunitară — SCI) din Suedia întinsă pe o suprafață de 24,4 ha, integral pe uscat.

## Localizare
Centrul sitului Nedra Oppsveten este situat la coordonatele 60°01′19″N 15°27′35″E / 60.022°N 15.4598°E.

## Înființare
Situl Nedra Oppsveten a fost declarat sit de importanță comunitară în ianuarie 1998 pentru a proteja un număr necunoscut de specii din flora spontană și fauna sălbatică aflate în arealul zonei. Situl a fost protejat și ca arie specială de conservare în martie 2011.

## Biodiversitate
Situată în ecoregiunea boreală, aria protejată conține 8 habitate naturale: Pajiști cu Molinia pe soluri calcaroase, turboase sau argilos-nămoloase (Molinion caeruleae), Cursuri de apă de la nivel de câmpie la nivel montan, cu vegetație Ranunculion fluitantis și Callitricho-Batrachion, Pășuni din zone de pădure fino-scandinave, Mlaștini turboase de tranziție și turbării mișcătoare, Pajiști fino-scandinave uscate până la mezice, bogate în specii de altitudine mică, Mlaștini împădurite, Taiga vestică, Fânețe de joasă altitudine (Alopecurus pratensis, Sanguisorba officinalis).
La baza desemnării sitului se află un număr nedeclarat de specii protejate.